# Whitewater (hrabstwo Jefferson)
Whitewater – miasto (city) w Stanach Zjednoczonych, w stanie Wisconsin, w hrabstwie Jefferson.